# Chornice
Chornice är en ort i Tjeckien.   Den ligger i regionen Pardubice, i den östra delen av landet, 170 km öster om huvudstaden Prag. Chornice ligger 332 meter över havet och antalet invånare är 832.
Terrängen runt Chornice är kuperad åt nordost, men åt sydväst är den platt. Chornice ligger nere i en dal.Runt Chornice är det ganska glesbefolkat, med 47 invånare per kvadratkilometer. Närmaste större samhälle är Moravská Třebová, 11,5 km nordväst om Chornice. Trakten runt Chornice består till största delen av jordbruksmark.